# Millardia gleadowi
Millardia gleadowi es una especie de roedor de la familia Muridae.

## Distribución geográfica
Se encuentra en Afganistán, India y Pakistán.